# Ironi Nes Ziona B.C.
L'Ironi Nes Ziona è una società cestistica avente sede a Ness Ziona, in Israele. Fondata nel 2005, gioca nel campionato israeliano.

## Roster 2021-2022
Aggiornato all'11 dicembre 2021.
|    | Naz.                                        | Ruolo | Sportivo        | Anno | Alt. | Peso | Note |
| -- | ------------------------------------------- | ----- | --------------- | ---- | ---- | ---- | ---- |
| 2  | Stati Uniti (bandiera)                      | PG    | Diante Garrett  | 1988 | 193  | 86   |      |
| 4  | Israele (bandiera)                          | C     | Tomer Levinson  | 2000 | 205  | 93   |      |
| 5  | Israele (bandiera)                          | PG    | Nimrod Tishman  | 1991 | 197  | 90   |      |
| 6  | Israele (bandiera) · Galles (bandiera)      | A     | Tal Dunne       | 1987 | 198  | 105  |      |
| 7  | Israele (bandiera)                          | G     | Golan Gutt      | 1994 | 195  | 93   |      |
| 8  | Israele (bandiera)                          | A     | Lior Carreira   | 1997 | 198  | 101  |      |
| 9  | Israele (bandiera)                          | G     | Tomer Zalmanson | 1998 | 194  |      |      |
| 11 | Israele (bandiera)                          | P     | Idan Paz        | 1995 | 186  |      |      |
| 12 | Stati Uniti (bandiera) · Brasile (bandiera) | C     | Timothy Soares  | 1997 | 211  | 111  |      |
| 23 | Israele (bandiera)                          | A     | Idan Avraham    | 2002 | 202  |      |      |
| 24 | Stati Uniti (bandiera)                      | G     | Frank Bartley   | 1994 | 191  | 98   |      |
| 32 | Israele (bandiera)                          | A     | Lahav Akerman   | 2003 | 194  |      |      |
| 35 | Polonia (bandiera) · Israele (bandiera)     | AG    | Amit Besen      | 1997 | 202  |      |      |
| 50 | Israele (bandiera)                          | P     | Yuval Henkin    | 2004 | 184  |      |      |
| 77 | Canada (bandiera)                           | AG    | Simisola Shittu | 1999 | 208  | 109  |      |

### Staff tecnico
| Allenatore: | Lior Lubin                  |
| Assistente: | Nitzan Hanochi, Sagi Shalev |

## Palmarès

### Competizioni nazionali
- Liga Leumit: 2

2012-2013, 2016-2017

### Competizioni internazionali
- FIBA Europe Cup: 1

2020-2021